# هيلدا كلارك
هيلدا كلارك (بالإنجليزية: Hilda Clark)‏ هي عارضة أمريكية، ولدت في 1872 في ليفنوورث في الولايات المتحدة، وتوفيت في 5 مايو 1932 في ميامي بيتش في الولايات المتحدة.